# 패드 가제트

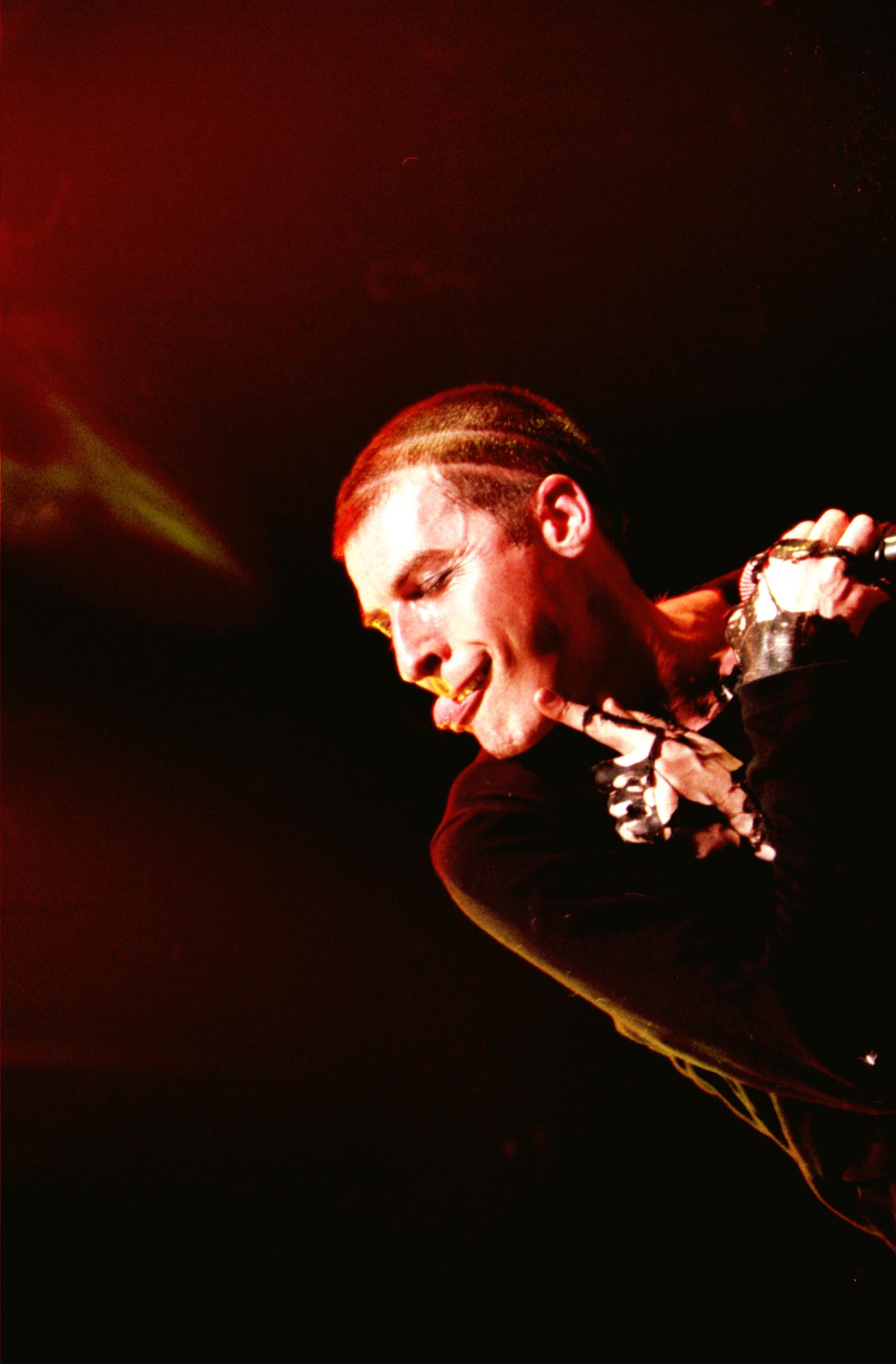
패드 가제트의 모습

프랜시스 존 토비(1956년 9월 8일 ~ 2002년 4월 3일)은 영국의 아방가르드 전자 음악가이자 보컬리스트로 패드 가제트(영어: Fad Gadget)라는 이름으로도 활동했었다. 뉴 웨이브와 초기 인더스트리얼 음악을 탐구하며 팝 구조를 가진 노래에 기계와 관련한 실험을 곁들였다.
패드 가제트로서 드릴이나 전기 면도기와 같은 비음악적 도구를 신시사이저와 결합한 사운드를 만들어냈다. 가사는 음울하고 빈정대며 블랙 코미디스러운 느낌으로 기계, 산업화, 소비주의, 인간의 성정체성, 대중 매체, 종교, 가정 폭력과 같은 주제를 신랄하게 다루었다.

## 영향
패드 가제트는 상업적으로는 성공하지 못했으나 신스팝, 일렉트로, 인더스트리얼 음악의 선구자 중 한 명으로 거론된다. 디페쉬 모드, 이레이저의 빈스 클라크, 컬처 클럽의 보이 조지, 인포메이션 소사이어티, 스키니 퍼피의 케빈 키, 라이어스, 트와일라이트 새드, DJ 프리미어, 수어사이드 커맨도 등이 가제트에 영향을 받았다고 밝혔다. 레드 핫 칠리 페퍼스의 존 프루시안테는 자신이 좋아하는 음반 40장 중 하나로 가제트의 《Under the Flag》를 뽑았다.

## 디스코그래피
정규 음반
- Fireside Favourites (1980)
- Incontinent (1981)
- Under the Flag (1982)
- Gag (1984)

프랭크 토비 명의
- Easy Listening for the Hard of Hearing (1984)
- Snakes & Ladders (1986)
- Civilian (1988)
- Tyranny and the Hired Hand (1989)
- Grand Union (1991)
- Worried Men in Second-Hand Suits (1992)